# Perilissus helvus
Perilissus helvus là một loài tò vò trong họ Ichneumonidae.